# Каспър
Каспър (на английски: Casper или Casper City) е вторият по големина град в щата Уайоминг. Население 49 644 души. Административен център на окръг Натрона, разположен на река Норт Плат в подножието на планината Каспър (Скалистите планини).

## История
Основан е в края на 19 век. Благодарение на своето разположение на мястото на пресичане на всички основни железопътни линии, водещи на запад – Орегонската, Мормонската, Бриджърската, Бейзменската и Пони експрес, регионът бързо се развива. Мормонската и Орегонската линии носят названието „национални исторически пътища“.

## Забележителности
- Музей на изкуството „Николайсен“
- Геологически музей „Тейт“
- Музей и историко-архитектурен ансамбъл на Форт Каспер
- Изследователский център по „националните исторически пътища“
- Център на науката и приключенията на щата Уайоминг
- Театър и симфоничен оркестър

## Личности
- Ричард Чейни („Дик“ Чейни), вицепрезидент на САЩ.